# 日産・クエスト
クエスト（QUEST）は、日産自動車がかつて販売していたミニバンである。

## 概要
初代V40型の一部の年式は日本でも販売された。それ以後のモデルは日本では販売されなかったが、北米ではマイナーチェンジ、モデルチェンジを経て、販売が続けられていた。2011年登場の4代目からはエルグランドの姉妹車になった。
モデルイヤーの都合上、2003年式、2010年式クエストは存在しない。

## 初代 V40型（1992年 - 1998年）
1993年
北米国際オートショーで発表。
初代は日産の北米専用MPVとして登場。日産・プレーリーの北米向けである、アクセスの後継車として発売された。
1998年モデルのカタログには、日産車体の製造による、コクーンコンセプトがこのモデルのコンセプトカーとされている。
初代クエストは、フォード・モーター社との共同開発であった。フォードは当初、マツダと共同開発をする予定であったが、マツダが静粛性や快適性、ハンドリングに優れるFR方式（初代MPV）にこだわったため、日産と提携することになった。
この提携は1987年に「日産CR」として、日産が人材、フォードは開発資金を提供する形で進み、開発は日産リサーチ&デベロップメント、搭載されるV6SOHC VG30Eエンジンの生産は、北米日産会社 (NNA) がテネシー州のスマーナ工場で行い、最終組み立てはフォードのオハイオ州エイヴォン湖工場がそれぞれ担当した。フォードではマーキュリーブランドを使用し、マーキュリー・ヴィレジャーとして販売された。
サスペンションとスプリングは、フロントは一般的なマクファーソンストラットとコイルスプリングであるが、リアはリジッドアクスルとリーフスプリングの組み合わせである。
日本市場には1995年4月から、左ハンドル仕様のままで輸入販売が開始された。日本国内における車種拡充と日産専用船の北米輸出船の帰り便の空きを有効活用するため、日産車体が輸入元、オーテックジャパンが販売元となり、北米専売車種であるクエストに国内法規にあわせるための最低限の改修を行い、一部の日産ディーラーで販売した。
少数枠での輸入であったこともあり、左ハンドルのみ、スライドドアも右側のみという仕様から、販売台数は極めて少数に留まった。その他、並行輸入業者によりクエスト、ヴィレジャー共に並行輸入の形で少数が輸入されている。
1996年8月
マイナーチェンジ。フロントグリル、ヘッドランプ、バンパー、リアコンビランプなどが変更され、フェイスリフトが施された。
1998年12月
生産終了。在庫対応分のみの販売となる。
1999年5月
在庫対応分が完売し、販売終了。北米向けは2代目にフルモデルチェンジしたが、日本への導入はこの1代限りとなった。日本国内向けのLサイズミニバンの後継としては、後輪駆動のR50型テラノのプラットフォームをベースとしたE50型エルグランドがその役割を担う。

## 2代目 V41型（1998年 - 2002年）
1998年モデルイヤー
発売。プラットフォームを先代の流用としながらも、スライドドアを左右に装備し、エンジンもV型6気筒 OHC VG33E型となった。
2001年モデルイヤー
フェイスリフトが施され、フロント・リアともにデザインが変更された。
2002年
クエストとヴィレジャーの生産を終了し、ヴィレジャーはモンテレーにモデルチェンジしたため、ミニバンでのフォードとのジョイントも終了した。また、カナダでは2001年モデルで販売が終了された。

## 3代目 V42型（2003年 - 2009年）
2002年1月
北米国際オートショーに日産デザインアメリカ会社（カリフォルニア州）でデザインがなされた「Next Generation Quest Concept」を出品。
尚､「Next Generation Quest Concept」は2022年頃に解体された模様
2003年1月
北米国際オートショーに新型クエストを出展。その後、2004年モデルとして発売。なお、2003年モデルのクエストは存在しない。
3代目は日産の独自車種となり、北米を中心に販売されているアルティマ、およびアジアを中心に販売されているティアナと共通のFF-Lプラットフォームを使用している。搭載するユニットは、V6 DOHC VQ35DE型に4速および5速のオートマチックトランスミッションを組合わせる。
センターメーターと楕円状のセンタークラスターを備えた独特なデザインのインテリアを採用したが、これは顧客には不評で、2007年モデルより改められることとなった。
生産は北米日産会社のミシシッピ州キャントン工場。
2003年4月
上海モーターショーに「クエスト コンセプト」を出展。
2005年4月
上海にて中国向け「クエスト」（中国名：貴士）を発表。同月開催された「オート上海 2005」に出展。
2005年8月
台湾、中国などへ輸出開始。
2006年2月
シカゴモーターショーに2007年モデルを出展。北米市場での販売不振の一因でもあったインテリアをオーソドックスかつ質感の高いものに一新している。また、エクステリアデザインについても変更が施され、フロントグリルなどが変更された。
2007年
『Forbes』誌の「2007年 性能が最も低い車種」第8位に、この車が選ばれた。上位10車種のうち、日本企業は日産だけであり、この1台のみランクインとなっている。しかし、同年のオート・パシフィック社による調査では、ミニバン顧客満足度No.1を獲得している。
2007年2月2日の日産車体のプレスリリース:で、2009年より日産車体九州工場にて４代目クエストの生産が開始されると発表された。
2009年
NISSAN USA発表の、The 2010 Nissan Lineup: Charting the Changes（英語） にて、V42モデルは2009年にて生産終了と発表。

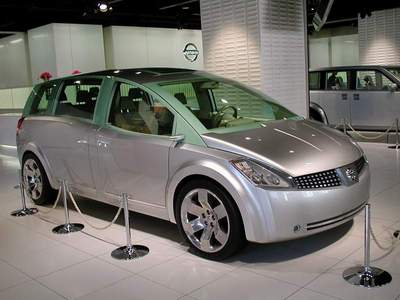
クエストコンセプト
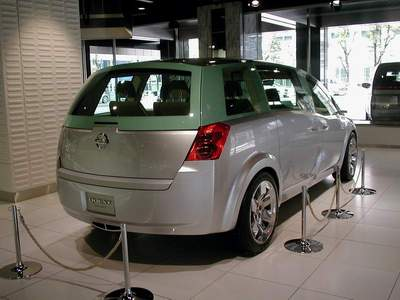
（後方より）
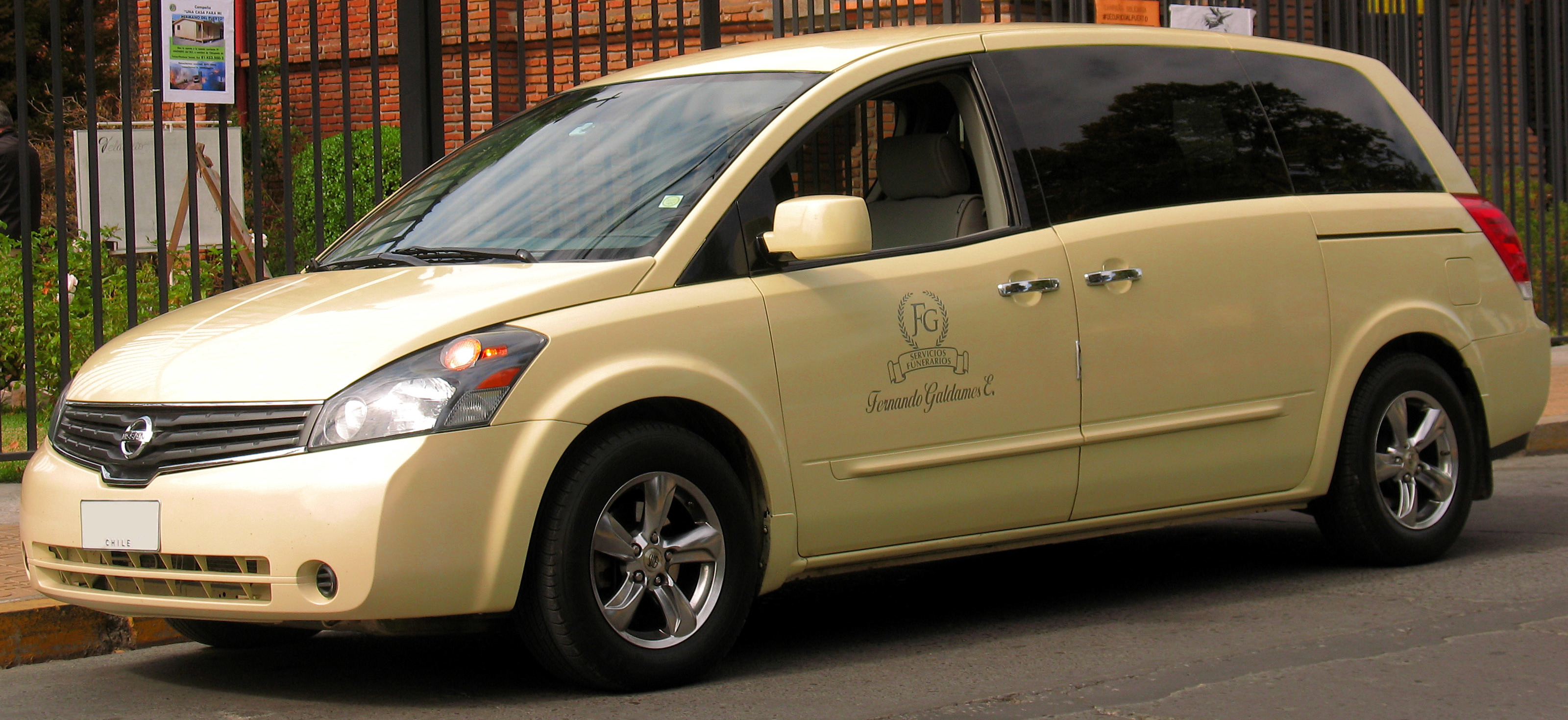
3.5（フロント）
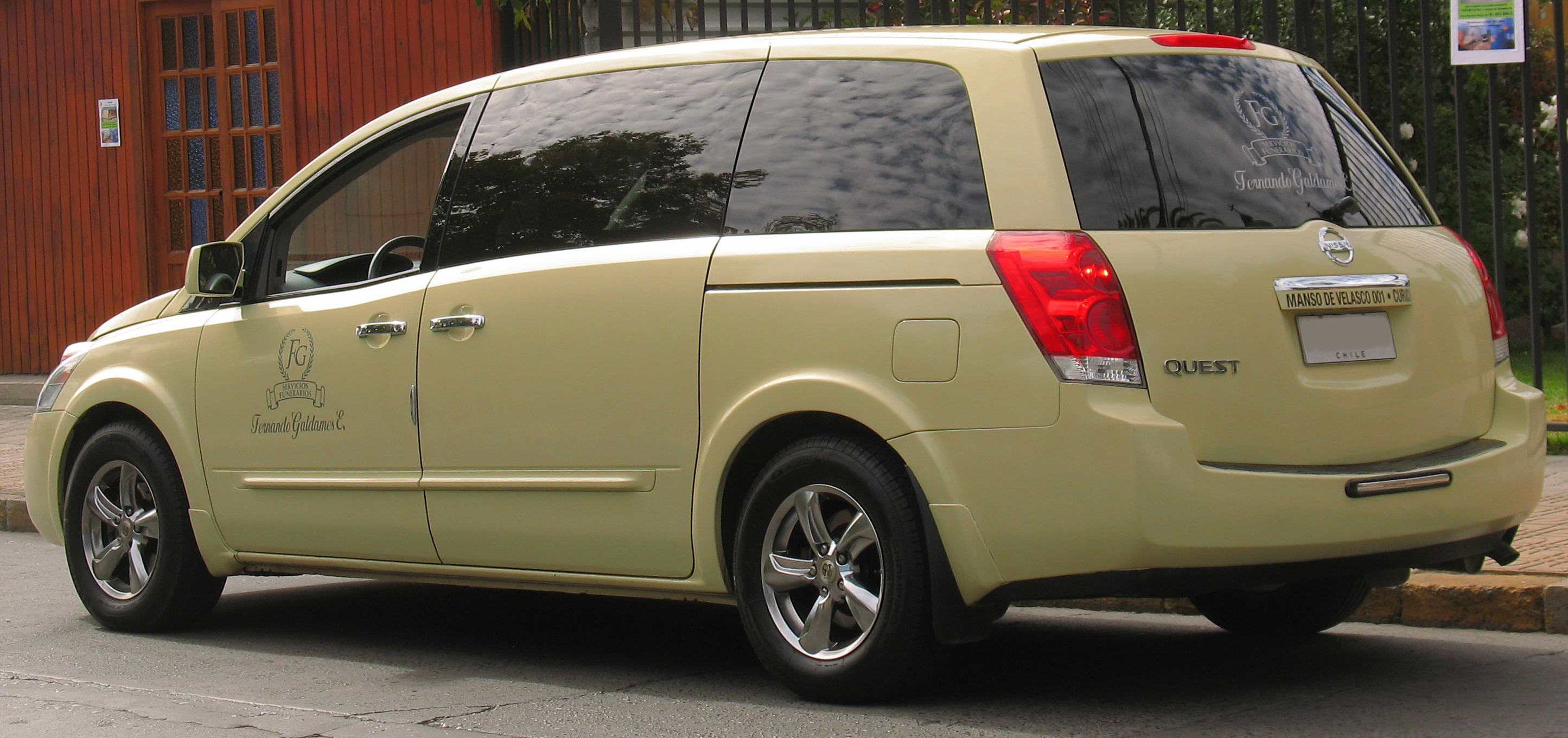
3.5（リア）
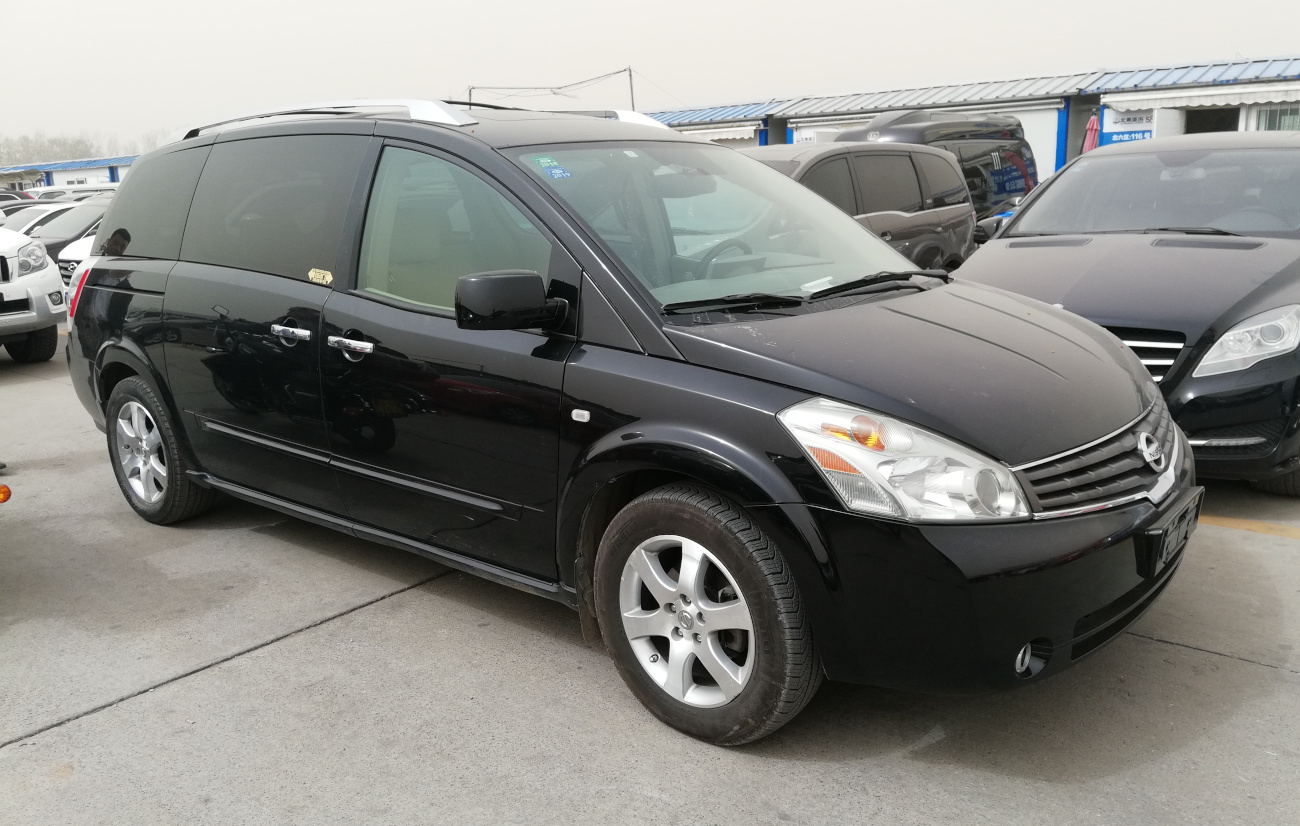
中国仕様 3.5 SE（フロント）
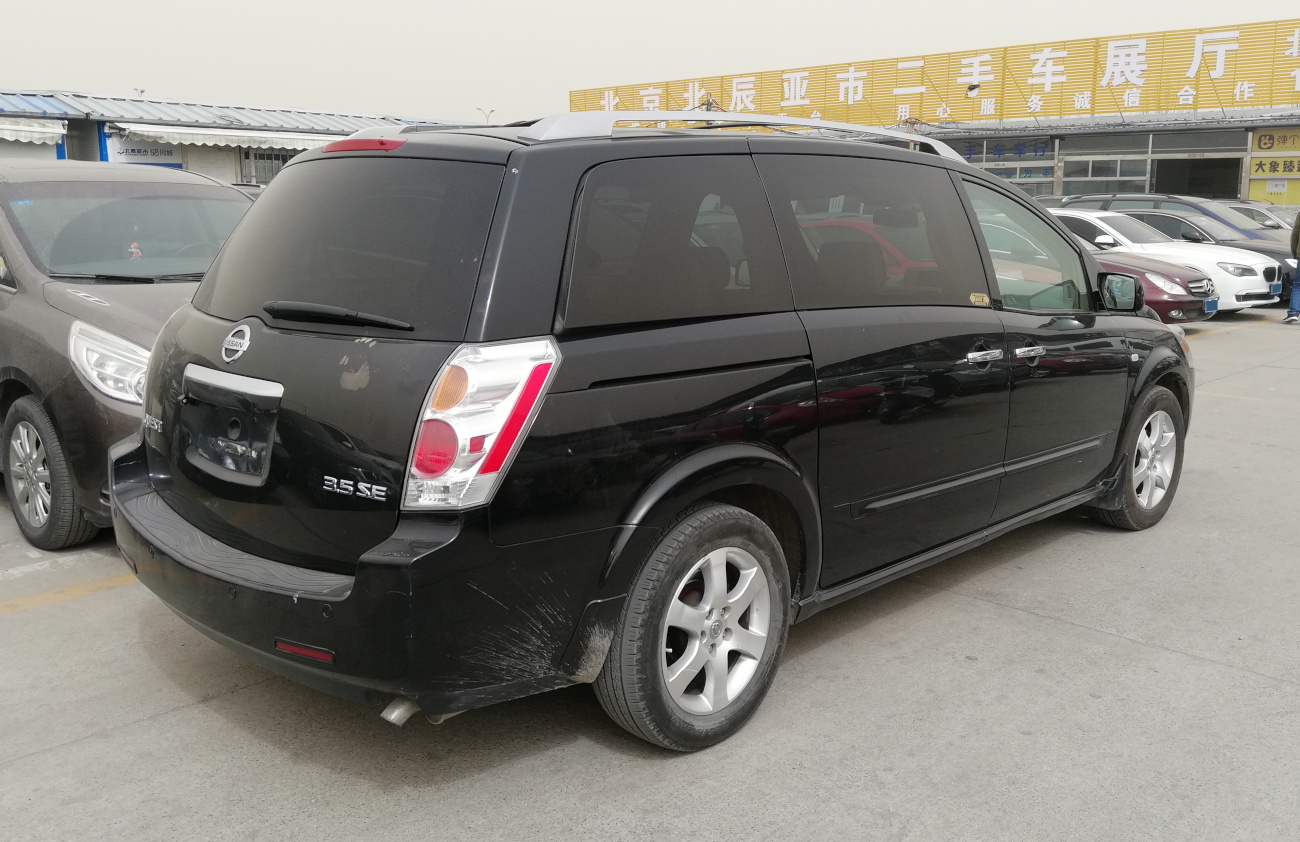
中国仕様 3.5 SE（リア）

## 4代目 RE52型（2010年 - 2017年）
Dプラットフォームが採用され、ボディ・内装全般含め多くの部分を3代目エルグランド（E52型）と共有化されている。本モデルよりエルグランドとともに2010年竣工のれた日産車体九州で生産され、主戦場となる北米市場の他、中国でも販売された。

### エルグランドとの主な相違点
- エルグランドは日本国内では高級車の扱いだが、クエストは大衆車クラスである[6]。
- ホイールベースは同寸だが、リアオーバーハングが大きく、ボディシェルは全長が85mm、全幅が120mm拡大されている[7]。
- エンジンはV6・3.5 LのVQ35DEのみで、直列4気筒のQR25DEの設定は無い。
- 外観では、前後のデザインが異なり、バンパーも奥行きが深くされている。またエルグランドでは設定のないルーフレールが標準もしくはオプション装備として用意されている。
- インパネデザインは共通だが、全幅が広い分両端がエルグランドより少し長い。その他にアメリカ人の体格に合わせてシートの大きさや足下の広さが異なっている。
- シートはエルグランドの助手席や2列目に搭載されているオットマン機能が省略されており、2列目シートを前に折り畳める[8]。

### 年表

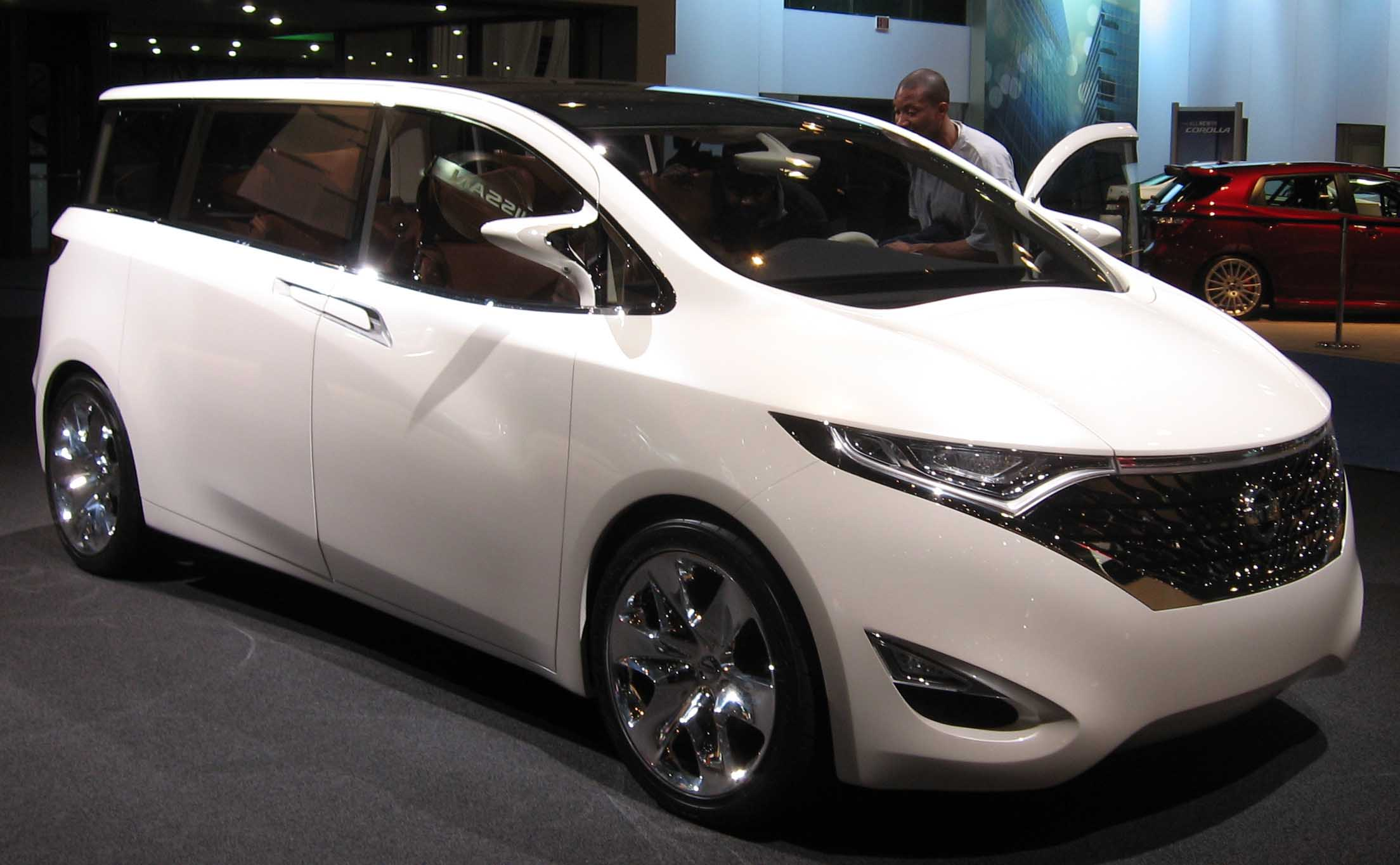
フォーラムコンセプト

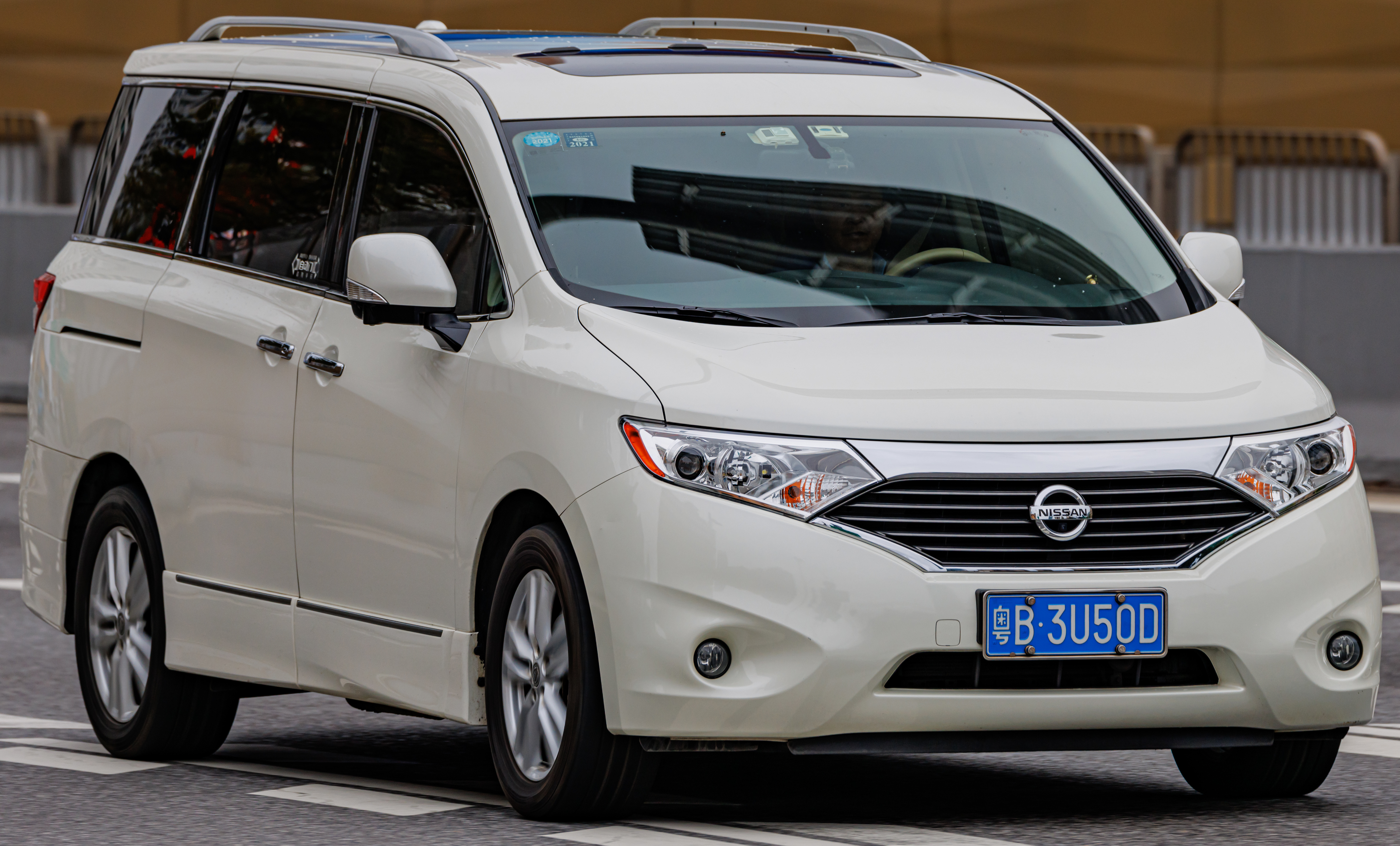
中国仕様

2008年1月
北米国際オートショーにて、「日産・フォーラムコンセプト」を発表。
2010年7月7日
北米日産により写真が公開された。
2010年11月
ロサンゼルスオートショーにて正式発表。
2016年12月
北米市場での販売を終了。
2019年4月
中国版公式サイトがリニューアル、販売車種リストから外れ、旧サイトの車種一覧から開いてもアクセスできなくなる。（事実上中国市場での販売を終了） - 中国仕様

## 販売台数
| 暦年 | アメリカ |
| ---- | -------- |
| 2010 | 177      |
| 2011 | 12,199   |
| 2012 | 18,275   |
| 2013 | 12,874   |
| 2014 | 9,833    |
| 2015 | 11,018   |
| 2016 | 11,115   |
| 2017 | 4,950    |